# Einbauküche

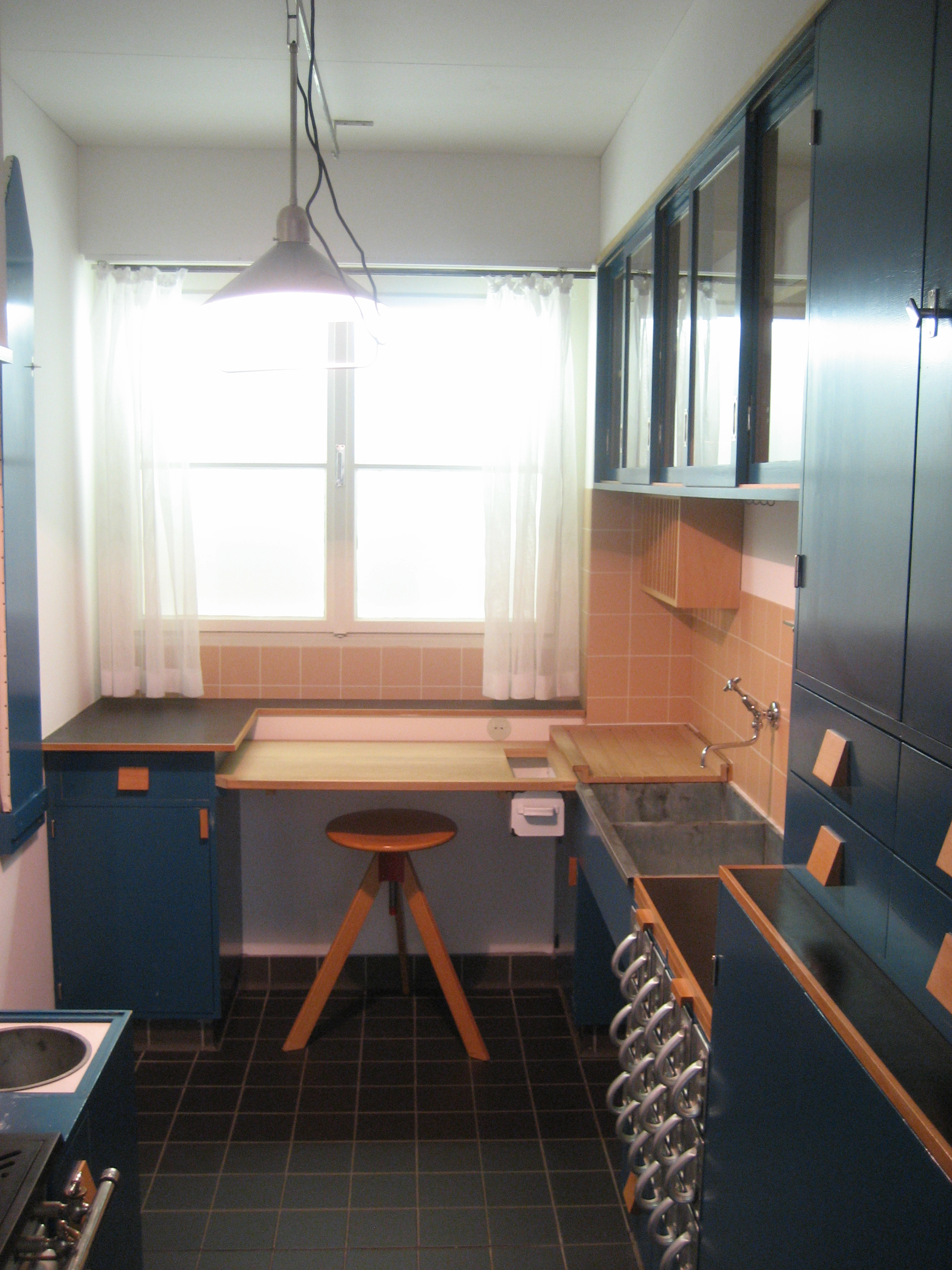
Die erste Frankfurter Küche wurde ab 1926 gefertigt

Als Einbauküche wird die Ausstattung einer Küche mit in Größe und Funktion standardisierten und fest angebrachten Möbeln bezeichnet. Als Urtyp der Einbauküche gilt die Frankfurter Küche, die 1926 von Ernst May initiiert und von der Wiener Architektin Margarete Schütte-Lihotzky ausgearbeitet wurde.
Als Vorteile der Einbauküche gelten kurze Arbeitswege, eine rationellere Gestaltung der Arbeitsabläufe, eine gute Ausnutzung des zur Verfügung stehenden Raumes und Möglichkeit der Unterbringung einer Vielzahl von Gerätschaften zur Verkürzung von Arbeitsgängen.
Bis etwa zu Beginn der industriellen Revolution hatten die Küchen gemauerte offene Herdstellen mit Kaminaufsätzen. Diese Herde wurden von individuellen, von Handwerkern und in Fabriken hergestellten, tragbaren Guss-Tischherden abgelöst. Einzelne Küchenmöbel (Tischherd, Kredenz, einzelner Eisschrank, Esstisch, Backtrog) hatten damals den Vorteil, bei einem Wohnungswechsel mitgenommen werden zu können. Die Einbauküche löste wiederum die aus solchen Einzelstücken zusammengestellte Kücheneinrichtung ab.
Etwa zeitgleich entstand der Werkstoff Resopal, der in der Folge für diese Küchenmöbel häufig Verwendung fand.

## Geschichte

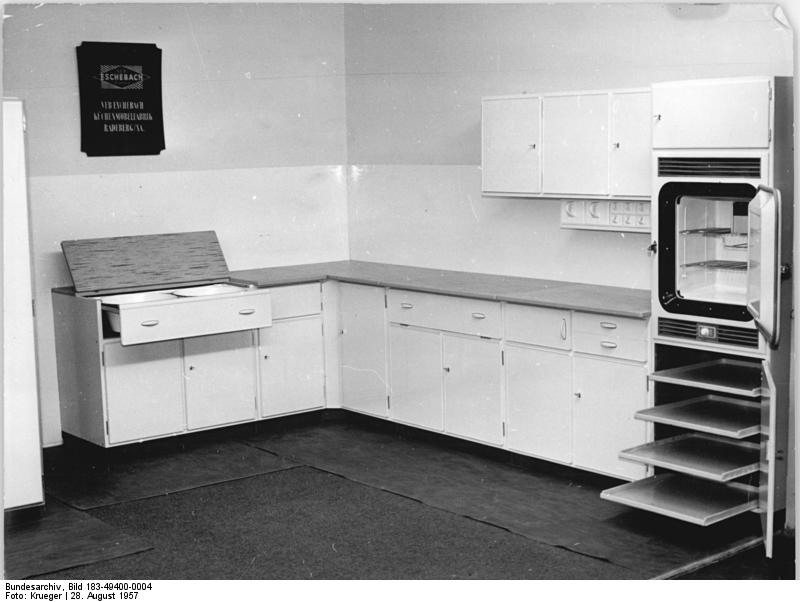
Küchenzeile der 1950er Jahre

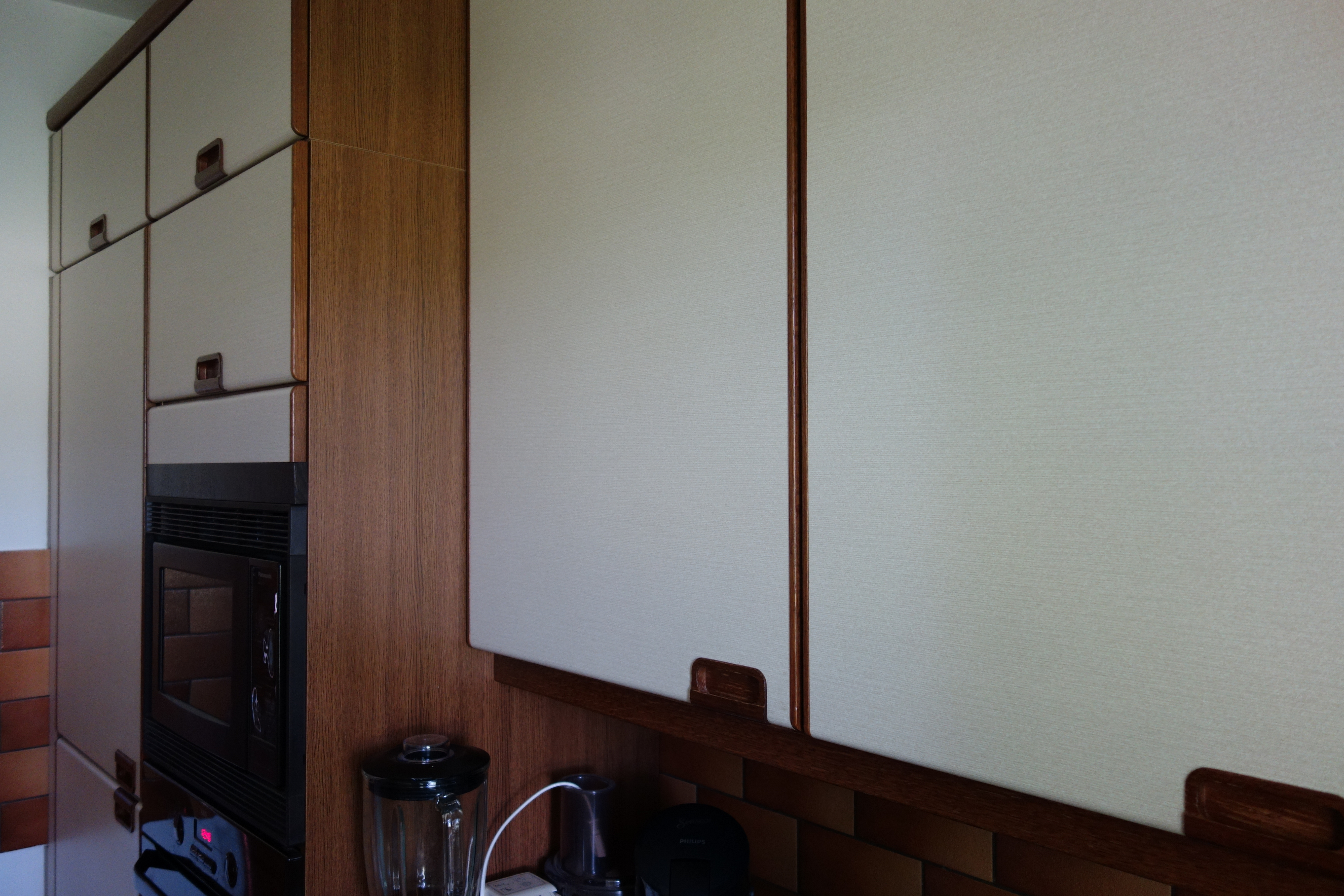
Einbau-Küchenzeile der 1980er Jahre

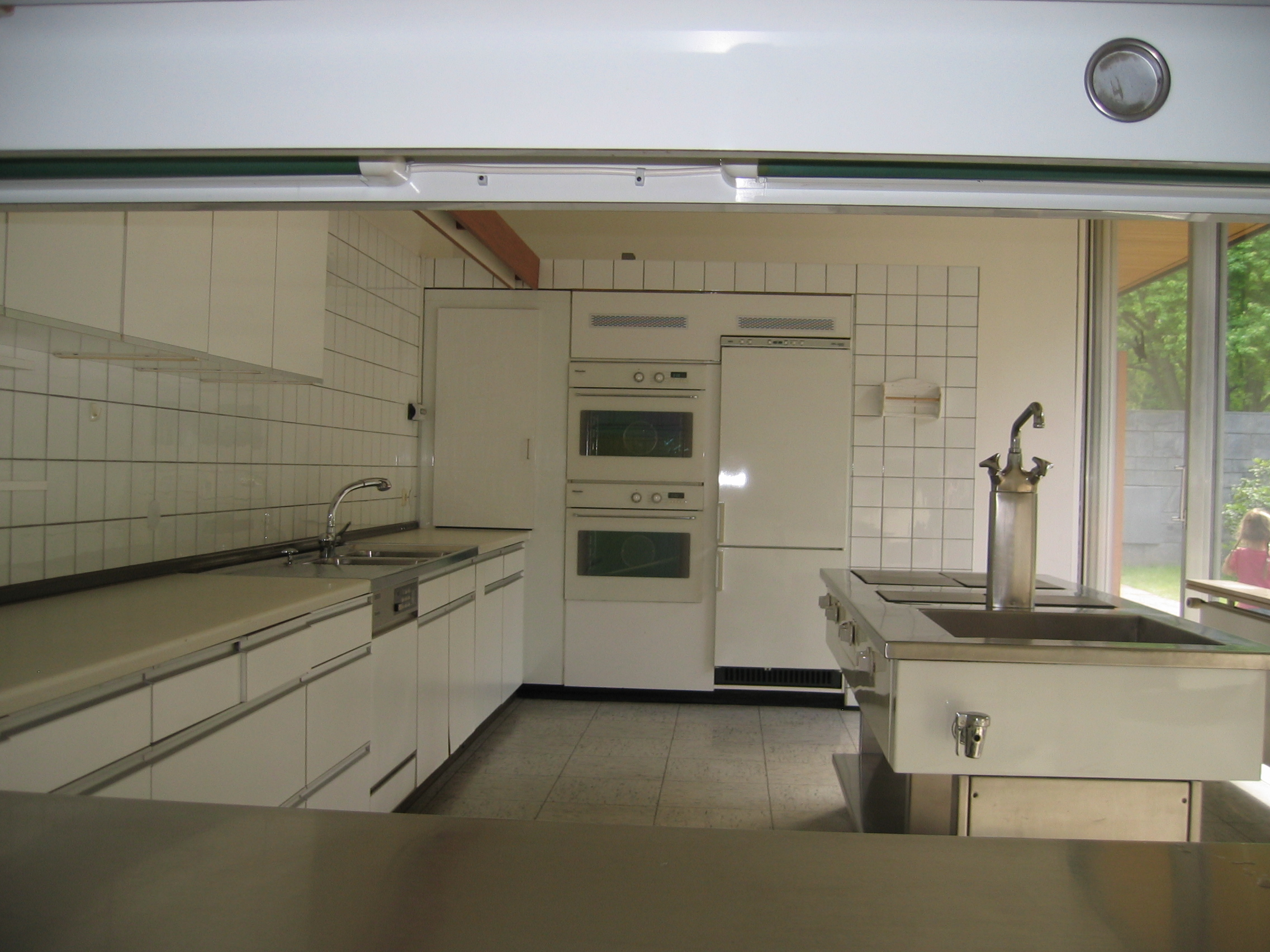
Die Küche im Bonner Kanzlerbungalow, rechts die Kochinsel aus Stahlblech mit Edelstahlarbeitsplatte

Unter rationellen Gesichtspunkten gestaltete sogenannte Pantry-Küchen gab es vor allem in der Reisegastronomie, beispielsweise in Zeppelinen und in Speisewagen. In Christine Fredericks Buch Rationelle Haushaltsführung von 1921 werden erstmals anhand eines Fadenmodells die Wegstrecken in der Küche dargestellt. Nach Ausmessen der Wegstrecken ergab sich die optimale Anordnung der Küchenelemente.
Die Frankfurter Küche war in der Grundausführung für einen Raum von nur 6,5 m² konzipiert und durch eine Schiebetür vom Wohnraum getrennt. Der Abstand zwischen dem Herd – der bereits einen Abzug hatte – und dem Esstisch betrug nur drei Meter, und die zu reinigenden Flächen wurden auf ein Minimum reduziert. Als Oberfläche wurde Buchenholz mit einem unempfindlichen Anstrich verwendet, die Arbeitsfläche war mit Linoleum belegt. Die Frankfurter Küche wurde innerhalb der ersten vier Jahre in rund 10.000 Wohnungen und einer unbekannten Anzahl von Einzelhäusern eingebaut. Insbesondere im Ausland vielbeachtet und zum Vorbild erklärt, wurde die Küche aus Frankfurt im Inland weitgehend ignoriert. Etablierte Küchenanbieter setzten weiterhin auf repräsentative Küchenbüfetts. Erst nach 1945 setzte sich die Einbauküche in Deutschland durch. Eine gewisse Zwischenstellung zwischen der Einbauküche und dem gewohnten Küchenbuffet nahmen in den 1950er Jahren die sogenannten Anbauschränke ein. Es handelte sich dabei um buffetähnliche Schränke die aber aus mehreren, auch einzeln aufstellbaren Komponenten bestanden, die an- und aufeinander gesetzt wurden, je nach Platz und finanziellen Möglichkeiten des Käufers.
Die Entwicklung der sogenannten Schwedenküche begann in den 1930er Jahren, nachdem die Frankfurter Küche 1930 auf der Stockholmer Ausstellung gezeigt worden war. Der erste Küchenstandard wurde 1950 beschlossen und baute auf dem Grundmodul 60 cm × 60 cm auf. In den folgenden Jahren entwickelten Architekten wie F. W. Dassbach verschiedene Standardaufbauten wie etwa die „Sozialwerkküche“, die unter anderem im sozialen Wohnungsbau Verwendung fanden. Die knappe und monofunktionale Gestaltung des Grundrisses von Küchenräumen in Wohnungsneubauten machte andere Formen der Küchennutzung wie etwa die Wohnküche unmöglich. Anders als bei der Frankfurter Küche besteht die Schwedenküche meist aus günstigen Werkstoffen wie Spanplatten und Mitteldichte Holzfaserplatten (MDF), die Fronten und Arbeitsflächen sind mit laminierten Materialien versehen, wie etwa Resopal. Als Bautiefe setzte sich das aus Schweden bekannte Maß durch. In der DDR dagegen galt eine geringere Tiefe als Standard. Auch die Breite der Elemente beträgt in der Regel 60 Zentimeter; für beengte Platzverhältnisse gibt es auch Sondergrößen.
Ab den 1970er Jahren findet der handwerkliche Begriff „Werkbank“ im Bereich der Küche Anwendung und wird in einer Quelle als Synonym eines Vorbereitungstischs verwendet, die Zeitschrift Md Interior Design Architecture bezeichnete ein italienisches Modell als „Werkbänke und Werkzeugschränke für die Küche“.
Ab den späten 1980er Jahren setzt einerseits ein Trend zur offenen Küche amerikanischen Typs ein sowie in den 1990er Jahren auch zur „Modulküche“. Bei dieser spielt das Vermeiden von Freiräumen und Lücken, sowie das Verstecken von Funktionen und Geräten (wie z Dunstabzugshauben) keine große Rolle mehr.

## Aufbau

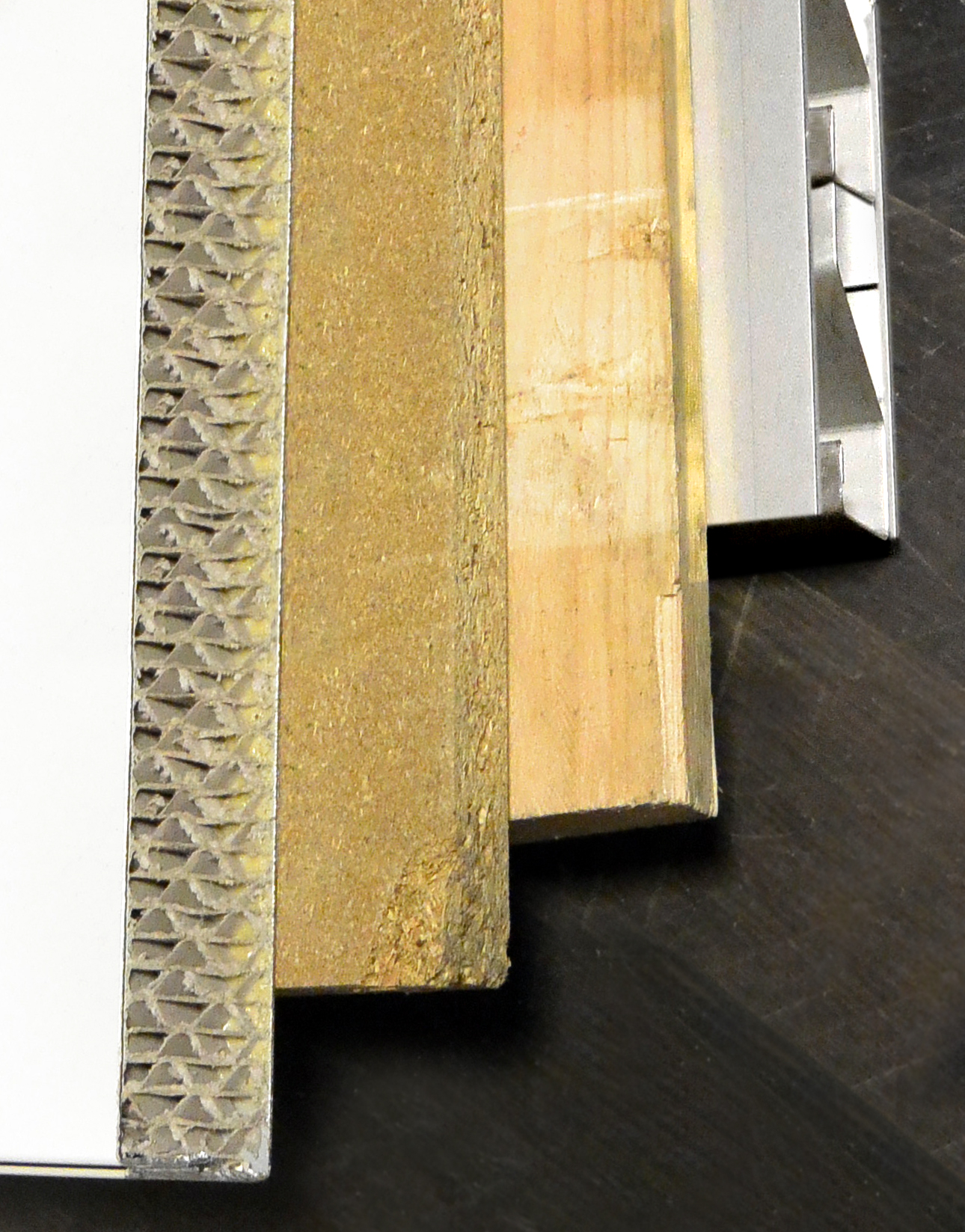
Verschiedene Innenleben: Blechbeplankte Pappwabe, Holzwerkstoff, Massivholz, Stahlprofilierung

Die meisten Einbauküchen werden aus Kostengründen aus Standardmodulen zusammengestellt. Typisch sind Ober- und Unterschränke, oft mit einem Fliesenspiegel dazwischen. Richteten sich einst Einbauküchen nach der Gerätebreite und -tiefe von 60 cm (insbesondere Herde und Geschirrspülmaschinen) so sind es heute vor allem die Hersteller von Küchenmöbeln, die oft an dem 60er Maß festhalten, denn Geräte gibt es mittlerweile in einer Vielzahl von Maßen zwischen 45 und 70 cm. Einige Küchenplanungen umfassen auch Arbeitstiefen von 65 bis 70 cm, damit Vorwandinstallationen leichter in die Küchenzeile zu integrieren sind. In der Schweiz sind Elementbreiten von 55 Zentimeter nach wie vor weit verbreitet und gebräuchlich („CH -Norm“).
Als „grifflose Küche“ bezeichnet man eine Küche, deren Ausschübe und Türen keine Griffe haben, sondern eine durchgehende Griffleiste. Die Türen werden über Topfscharniere gehalten, bei Metallküchen werden bevorzugt Stiftschraniere eingesetzt. Selten (da aufwendig) ist der Magnetverschluss, hierbei werden der Rahmen und die Tür mit einer innenliegenden Magnetprofilleiste versehen, um dicht zu schließen.

## Materialien

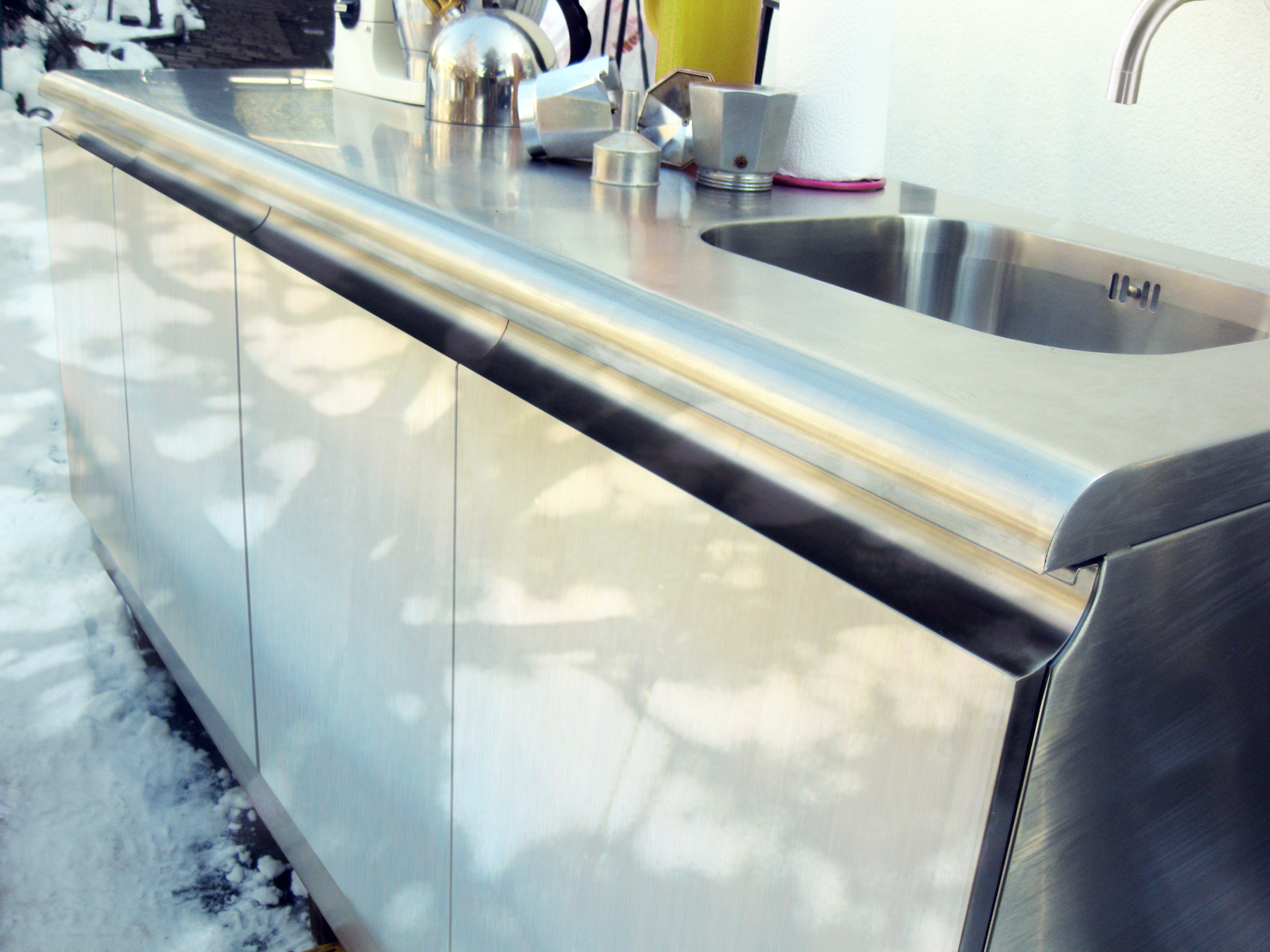
Eine „grifflose“ Einbauküche aus rostfreiem Stahl, hier als Outdoor-Küche eingesetzt.

Noch die Frankfurter Küche war aus diversen Hölzern, der Hängeschrank hatte große Scheiben und die Schütten waren aus dem damals teureren Material Aluminium. Auf günstige Ersatzstoffe wurde verzichtet. Von den 1930er Jahren bis in die 1950er Jahre wurden Stahlküchen beworben, sie konnten sich nicht gegen die günstigeren Spanplattenküchen durchsetzen.
Seit der Nachkriegszeit werden Einbauküchen hingegen meist aus Spanplatten gefertigt. Fronten sind furniert, foliert, laminiert oder lackiert oder in jüngerer Zeit mit Metallblech und -folien beklebt. Türen sind manchmal auch aus Massivholz oder aus Aluprofilen mit Glaseinsatz. Die Rückwände und Rückseiten sind meist unbehandelt, so dass hier ebenso wie an Kanten Feuchtigkeit und Dämpfe ihre Spuren hinterlassen können. Einige Anbieter verzichten vollkommen auf Holzwerkstoffe und verwenden zum Bau von Einbauküchen Edelstahl. Als Trend wird immer wieder auch auf ungewöhnliche Materialien zurückgegriffen, wie etwa Glasfaserverstärkter Kunststoff (GFK), Keramik und Beton. Im Innenleben (Ausfütterung) werden manchmal auch Recyclingmaterialien verwendet, beispielsweise Pappen oder Textilien, die jedoch wie Holzwerkstoffe auf Klebstoffe angewiesen sind.
In einer Untersuchung von Öko-Test im Jahr 2004 über die Belastung eingesetzter Holzwerkstoffe und deren Klebstoffe in Küchen, wurde der Hersteller Bulthaup mit „befriedigend“ bewertet, gleichauf mit Poggenpohl und besser als SieMatic, die „ungenügend“ bekamen. Grenzwerte können an einer Platte eingehalten sein, ist nun eine große Menge der Platten eingebaut, atmet man trotzdem eine große Menge der Schadstoffe ein. Im Vertrieb (z. B. Küchenhaus oder Katalog) findet sich in der Regel keine Angabe der Inhaltsstoffe.

## Ergonomie in der Küche
Neben der Verkürzung der Wege wird zunehmend auch auf Ergonomie Wert gelegt, beispielsweise bei der Höhe der Arbeitsplatte, dem Abwasch oder der Positionierung häufig benutzter Geräte. Das heißt, routinemäßig ablaufende Arbeitsabläufe wie das Zubereiten von Speisen oder eben das Einräumen und Ausräumen des Geschirrspülers sollten effizient und rückenschonend gestaltet sein. So ist es beispielsweise sinnvoller, den Backofen höher zu setzen, um den Rücken zu schonen. Statt Unterschränke mit Türen einzubauen, empfehlen sich aus ergonomischen Gesichtspunkten Unterschränke mit Schubladen. Grundsätzlich sollte die Küche dabei auf den oder die tatsächlichen Küchennutzer zugeschnitten sein.